# Krog, Murska Sobota
Krog este o localitate din comuna Murska Sobota, Slovenia, cu o populație de 1.096 de locuitori.